# Antonia Cenis
Antonia Cenis (Antonia Caenis; m. 74) fue una esclava y secretaria de Antonia la Menor, madre del emperador Claudio, y amante y posteriormente concubina del emperador romano Vespasiano.

## Vida
Cenis era una esclava de  Antonia la Menor, la cuñada de Tiberio y madre de Claudio, responsable de la correspondencia privada de su ama. Según nos cuenta Dion Casio, Cenis fue quien redactó el documento, dictado por Antonia la Menor, que condujo a la caída al poderoso prefecto Sejano, pidiéndole su ama que olvidase lo que se la había dictado, a lo que ella contestó:
«Tus instrucciones, Señora, son en vano; porque no sólo recuerdo esto, sino también todo lo que me has dictado, siempre en mi mente, y nunca podrá ser borrado».
Posteriormente, por su fidelidad, fue liberada por Antonia y adquirió una influencia considerable en la corte del emperador Claudio. 
Comenzó una relación amorosa con el general Tito Flavio Vespasiano, futuro emperador, quien estaba casado por aquel entonces con Domitila la Mayor, apoyándole en su carrera política bajo Claudio y Nerón. 
.
Tras la muerte de la esposa de Vespasiano este la tomó como su concubina, apareciendo junto al emperador en su asunción al trono, siendo Cenis menos en el nombre, la esposa legal de Vespasiano. Cenis tuvo una notable influencia sobre Vespasiano, realizando actividades oficiales en su nombre,  y llegando a acumular una enorme fortuna a través de los obsequios ofrecidos por aquellos que intentaron obtener los favores del emperador. Poseía una gran casa en la vía Nomentana en Roma y su propia familia de esclavos, quienes la trataron de optima patrona en su epitafio.
A pesar de la enorme influencia que tenía sobre el emperador y ser considerada como su esposa legitima, el hijo menor de Vespasiano, Domiciano, la trató siempre con desprecio, llegando a tenderle la mano para que esta la besara. Sin embargo, con el primogénito de Vespasiano,Tito, que más tarde sería emperador, mantuvo siempre una relación amistosa, y según algunas fuentes, pudo salvarle de morir intoxicado en el banquete en el que Británico fue envenenado. La relación de Antonia Cenis con Vespasiano duró muchos años, puede que ella se enamorase de Vespasiano mucho antes de su matrimonio